# Condado de Windham (Connecticut)
O Condado de Windham é um dos 8 condados do Estado americano de Connecticut. Como todos os condados do Estado de Connecticut, o Condado de Windham não possui função administrativa, nem uma sede de condado. Sua maior cidade é Killingly.
O condado possui uma área de 1 351 km², dos quais 23 km² estão cobertos por água, uma população de 109 091 habitantes, e uma densidade populacional de 82 hab/km² (segundo o censo nacional de 2000). O condado foi fundado em 1726.